# Шантепи
Шантепи (фр. Chantepie) насеље је и општина у северозападној Француској у региону Бретања, у департману Ил и Вилен која припада префектури Рен.
По подацима из 2011. године у општини је живело 10.034 становника, а густина насељености је износила 837,56 становника/km². Општина се простире на површини од 11,98 km². Налази се на средњој надморској висини од 58 метара (максималној 77 m, а минималној 32 m).

## Демографија
| 1962. | 1968. | 1975. | 1982. | 1990. | 1999. | 2011.  |
| ----- | ----- | ----- | ----- | ----- | ----- | ------ |
| 1.310 | 1.594 | 2.651 | 3.677 | 5.898 | 6.793 | 10.034 |

График промене броја становника у току последњих година

## Партнерски градови
- Verrayes